# Softcore Jukebox
Softcore Jukebox, lanzado el 7 de octubre de 2003, es una compilación realizada por los miembros del grupo Ladytron y muestra diferentes estilos musicales que van desde el rock hasta el hip hop. También incluye dos canciones de Ladytron - "Blue Jeans 2.0" (un remix) y un cover de "Oops Oh My" de Tweet.

## Lista de canciones
1. "Soon" - My Bloody Valentine
2. "Hit the North, Part 1" - The Fall
3. "What's a Girl to Do" - Cristina
4. "Peng" - Dondolo
5. "The 15th" - Wire
6. "Blue Jeans 2.0" - Ladytron
7. "Saviour Piece" - Snap Ant
8. "Big" - New Fast Automatic Daffodils
9. "Feel Good Hit of the Fall" - !!!
10. "Teenage Daughter" - Fat Truckers
11. "Hey Mami (Sharaz Mix)" - Fannypack
12. "Manila (Headman Remix)" - Seelenluft
13. "You Got the Love" - The Source/Candi Staton
14. "Crazy Girls" - Codec and Flexor
15. "Oops Oh My" - Ladytron
16. "Send Me a Postcard" - Shocking Blue
17. "Twins" - Pop Levi
18. "Some Velvet Morning" - Lee Hazlewood & Nancy Sinatra

## Tablas de popularidad
| Año  | Tabla                 | Posición |
| ---- | --------------------- | -------- |
| 2002 | Top Electronic Albums | #24      |

- Datos: Q3504115